# Nateby (Lancashire)
Nateby – wieś w Anglii, w hrabstwie Lancashire, w dystrykcie Wyre. Leży 62 km na północny zachód od miasta Manchester i 322 km na północny zachód od Londynu.